# Igreja Paroquial de São Teotónio
A Igreja Paroquial de São Teotónio, igualmente conhecida como Igreja Matriz de São Teotónio, é um monumento religioso na freguesia de São Teotónio, no Município de Odemira, na região do Alentejo, em Portugal.

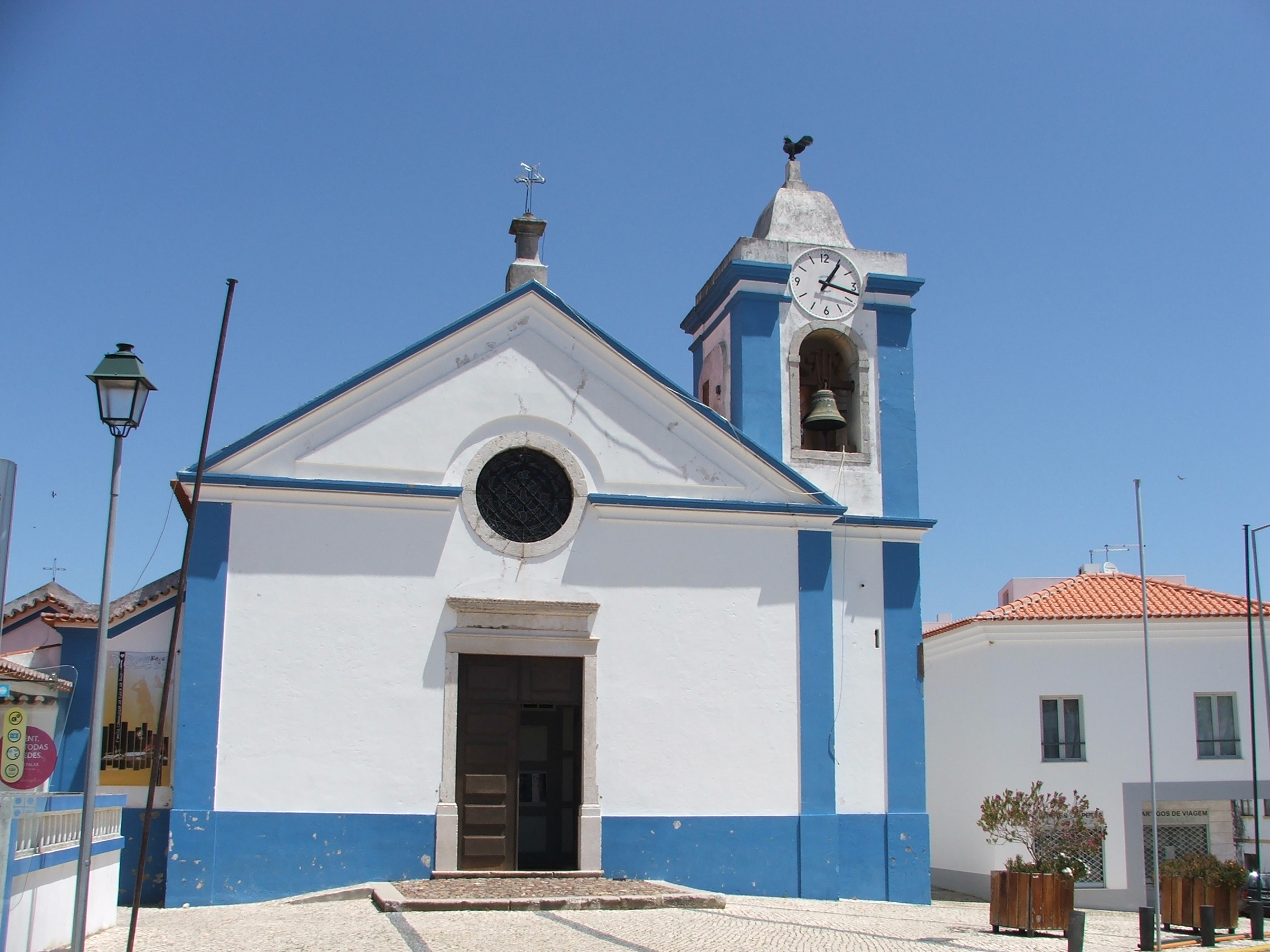
Fachada principal da igreja, em 2009.

## Descrição
A igreja está situada no Largo Gomes Freire, também conhecido como Largo do Quintalão, na aldeia de São Teotónio.
Integra-se nos estilos maneirista e pombalino, embora com óbvias influências vernaculares alentejanas, nomeadamente na planimetria e na volumetria, como a conjugação dos vários volumes diferentes pelos quais é composto o edifício. Os principais elementos pombalinos são os cunhais com formatos semelhantes a pilastras, considerados típicos da disciplina maneirista da época, embora já sofrendo a influência das novas correntes neoclassicistas.
Apresenta uma planta escalonada de forma longitudinal, sendo formada pela nave, uma capela-mor, uma sacristia, uma torre sineira, um baptistério e outros compartimentos. As coberturas são diferenciadas, com um telhado de duas águas para a nave e capela-mor, enquanto que a torre sineira termina num coruchéu. A fachada principal da igreja é de um só pano ladeado por cunhais em forma de pilastra, pintados em tons azuis, com um soco também em azul. O portal é de verga recta, com moldura em cantaria rematada por uma cornija. A fachada é encimada por um frontão triangular, coroado por um plinto onde se ergue uma cruz, sendo a cornija inferior do frontão interrompida por óculo de forma circular e moldura em cantaria, orientado com o portal. No lado esquerdo é visível o volume do baptistério, enquanto que no lado oposto encontra-se a torre sineira, com dois registos ladeados igualmente por cunhais apilastrados azuis, sendo o segundo rasgado por olhais com arcos de volta perfeita e molduras em cantaria, sobrepujados pelo relógio.
O interior está organizado numa só nave, com cobertura em madeira pintada, sendo de especial interesse o medalhão central retratado Nossa Senhora da Conceição. As paredes estão parcialmente forradas com azulejos polícromos em azul e manganês, e sobre a entrada encontra-se um coro alto.
No lado do Evangelho encontra-se um arco de volta perfeita com moldura sobre pilastras, uma janela com vitrais, um púlpito com caixa em madeira apainelada e bacia de cantaria, e uma capela lateral no interior de um arco abatido, com retábulo de talha dourada e policromada. No lado da Epístola destaca-se a pia de água benta em cantaria e uma capela lateral semelhante à da parede oposta, igualmente com talha dourada. A capela-mor está separada da nave por um arco triunfal de volta perfeita, com moldura e pilastras de cantaria suportadas por um degrau, que tem nos lados mísulas decoradas com talha dourada e imagens. A cobertura da capela-mor é em abóbada de berço, ornamentada com pinturas murais e uma cartela com as armas de São Teotónio e a coroa real, em moldura com volutas e temas vegetalistas. Em ambas as paredes laterais abrem-se portas, que dão acesso à sacristia e outras dependências, e que são sobrepujadas por janelas com vitrais. O retábulo-mor está decorado com talha dourada e polícroma, e inclui um sotobanco com azulejos, um banco com um painel rectangular ricamente entalhado, um corpo com tribuna em arco pleno, dois nichos laterais sobre mísulas, e um ático, com resplendor central ladeado por painéis emoldurados e com entalhes. A sacristia também tem uma abóbada de berço, destacando-se o arcaz de madeira e um lavabo de cantaria.

## História
A igreja foi construída no século XVI, tendo a paróquia de São Teotónio sido fundada em 1570. O imóvel foi muito danificado pelo Sismo de 1755, com a queda da abóbada da capela-mor e das outras coberturas, tendo sido reconstruído ainda nessa centúria.